# Johannes Kok
Johannes Georg Elias Kok (født 24. februar 1821 på Ledreborg, død 20. januar 1887 i København) var en dansk præst og sprogmand.
Kok blev student 1841, cand. theol. 1848. Han var i de følgende 3 år først kapellan i Aarhus, derpå konstitueret adjunkt ved Katedralskolen sammesteds, men blev 1851 sognepræst i Burkal ved Tønder og beklædte dette embede, til fjenderne forjog ham 1864. Han flyttede nu til København, var her med til at stifte Foreningen til trængende Slesvigeres Understøttelse og virkede ivrig i dens tjeneste, medens han tillige fortsatte de studier over det danske sprog i Sønderjylland, som han havde begyndt i Burkal. I 1867 blev han konstitueret præst ved Almindeligt Hospital og Abel Cathrines Stiftelse, 1872 tillige i Citadellet. I 1878 blev han Ridder af Dannebrog og 1882 titulær professor.
Allerede som student var Kok stærkt påvirket af H.L. Martensen, dengang professor i det teologiske fakultet, og han vedblev hele sit liv at være en afgjort tilhænger af den Martensenske skole. Han førte flere, undertiden skarpe, litterære fejder med denne retnings modstandere, især med Grundtvigs tilhængere. Koks betydeligste og mest fortjenstfulde litterære arbejde er: Det danske Folkesprog i Sønderjylland (2 dele 1863—67), hvortil slutter sig: Danske Ordsprog og Talemaader fra Sønderjylland (1870). Hans formål med dette værk var at vise, at sønderjysk er en oprindelig rent dansk og nordisk sprogart. Desuden har han udgivet: Det Hellige Land og dets Nabolande (1878) og Evangelisk Huspostil (1879), en samling prædikener af præster af Martensens retning eller fra Indre Mission.